# Vitelotte
Ziemniak 'Vitelotte', nazywany także 'Vitelotte noire', chińską truflą lub ziemniakiem truflowym jest francuskim kultywarem niebiesko-fioletowych ziemniaków (Solanum tuberosum) docenianym przez smakoszy. We Francji odmianę tę uprawia się co najmniej od początku XIX wieku. W Polsce został introdukowany w połowie lat 70. XX wieku.

## Opis
Ziemniaki 'Vitelotte' mają ciemnoniebieską, prawie czarną skórkę i ciemny, fioletowo–niebieski miąższ. Charakteryzują się orzechowym smakiem i zapachem przypominającym kasztany. Ich barwa wynika z obecności antocyjanów z grupy flawonoidów i zachowuje się podczas gotowania. Bulwy są wydłużone z lekko zapadniętymi oczkami. Dzięki grubej skórce dobrze się przechowują. Dojrzewają późno i w porównaniu do nowoczesnych odmian dają stosunkowo niskie plony.

## Znaczenie zdrowotne
Odmiany ziemniaków o barwnym miąższu zyskują na znaczeniu ze względu na swoje właściwości prozdrowotne. Zawarte w nich antocyjany mogą zapobiegać rozwojowi chorób sercowo–naczyniowych, nowotworów oraz degradacji siatkówki oka. Regularne spożycie takich ziemniaków może zwiększać poziom przeciwutleniaczy w organizmie. Praca przeglądowa z 2025 roku pokazała, że spożycie antocyjanów wiąże się z poprawą zdrowia w wielu aspektach. Poprawie uległa pamięć krótkotrwała, uczenie się werbalne i pamięć robocza, funkcje wykonawcze, funkcje wzrokowo–przestrzenne, umiejętności psychomotoryczne, uwaga i pamięć semantyczna. Odnotowano także znaczną poprawę nastroju – w tym przeciwdziałanie zmęczeniu oraz zmniejszenie lęku i depresji. Badania pokazały także, że związki fenolowe i antocyjany, odpowiedzialne za przeciwnowotworowe właściwości kolorowych odmian ziemniaka, zachowywane są nawet po rocznym przechowywaniu przed ich przetworzeniem. 

## Etymologia
Pierwsze wystąpienie słowa „vitelotte” datuje się na rok 1812. Jego dokładne pochodzenie nie jest znane. Przypuszczalnie wywodzi się od archaicznego francuskiego słowa „vit” oznaczającego „penis” – w czym nawiązuje do wydłużonego kształtu bulw tej odmiany ziemniaka.

## Historia
Z najwcześniejszych opisów nie wynika, że ziemniaki tej odmiany miały fioletowy kolor. W publikacji z 1817 r. wymieniono sześć odmian ziemniaków dostępnych na targu w Les Halles, wśród nich znalazły się zarówno 'Vitelotte', jak i 'Violette' (fr. „fioletowe”).W traktacie o rolnictwie, opublikowanym w 1863 r., wymieniono pięć możliwych kolorów ziemniaków Vitelotte: biały, żółty, różowy, czerwony i fioletowy.

## Odniesienia literackie
O tej odmianie ziemniaka wspomniał Alexandre Dumas w swoim Grand dictionnaire de cuisine (pl. Wielkim słowniku kuchni) z 1873 roku:
...les meilleures de toutes sont sans contredit, les violettes, préférables même aux rouges, connues à Paris sous le nom de Vitelottes. (Po polsku: Najlepsze są bez wątpienia te fioletowe, lepsze nawet od czerwonych, znane w Paryżu pod nazwą 'Vitelotte'.)
Wzmianka występuje również w powieści „Tajemnicza wyspa” Juliusza Verne'a z roku 1874 pod koniec rozdziału VIII części drugiej Porzucony:
Le potager, [...] était divisé en petits carrés, où poussaient laitues, vitelottes, oseille... (Po polsku: Ogród warzywny […] podzielony był na małe kwadraty, w których rosły sałata, fioletowe ziemniaki, szczaw...

## Galeria

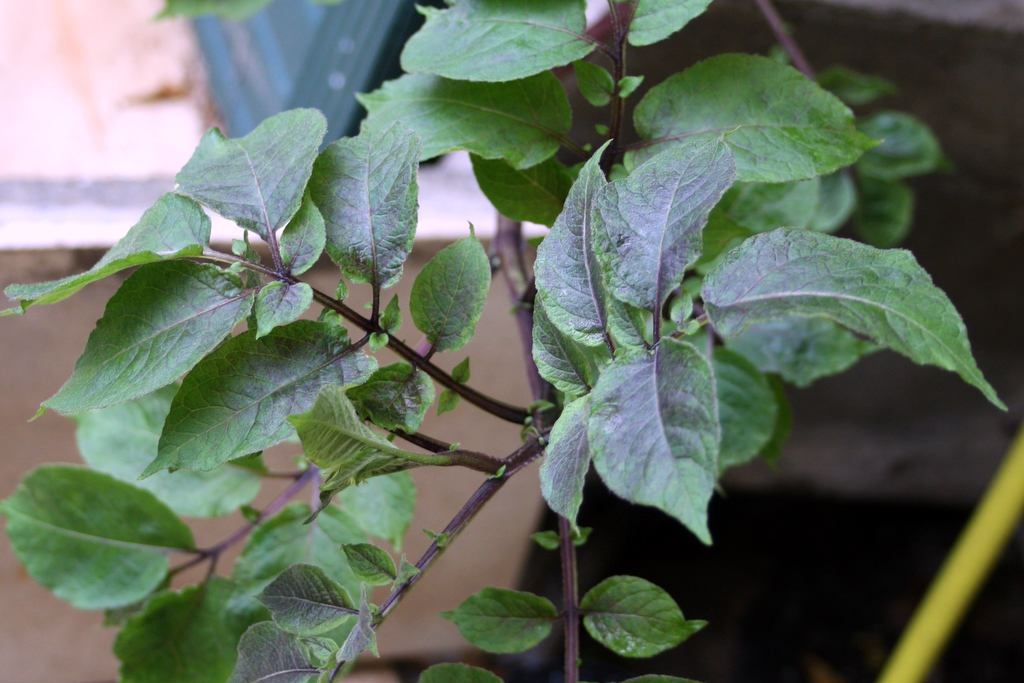
Fioletowe zabarwienie liści i łodyg ziemniaka truflowego
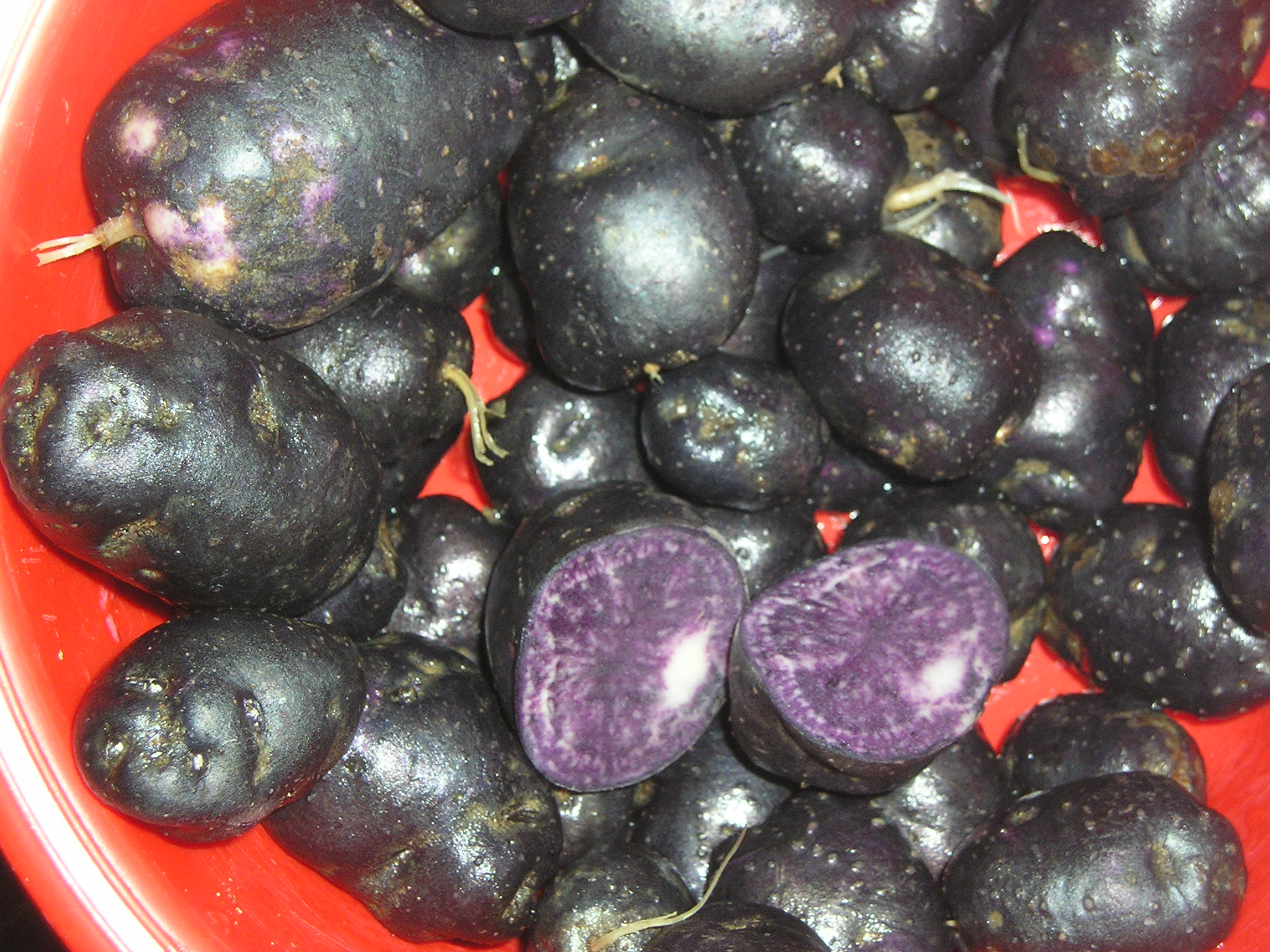
Całe ziemniaki 'Vitelotte' i ich połówki
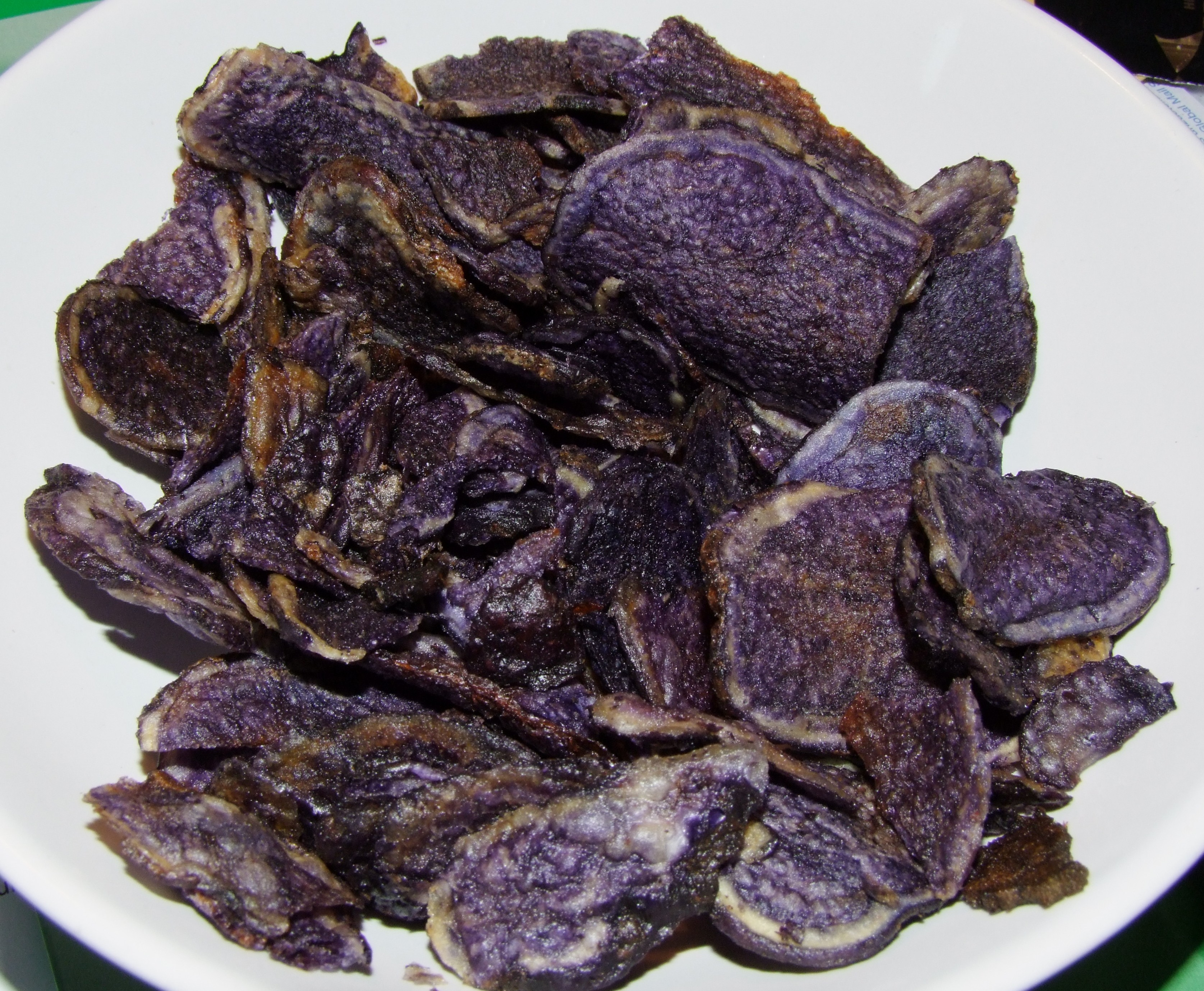
Fioletowe chipsy z ziemniaków truflowych